# 자 (단위)
자는 동아시아의 도량형인 척근법에서 쓰는 길이의 단위로 10 치에 해당하며 한자어로 척(尺)으로도 쓴다.

## 역사적 변천
척은 시대에 따라 그 길이가 변하여 왔는데, 중국 남북조 시대까지 후한척(後漢尺. 23cm)과 진전척(晉前尺. 23.1cm), 서진척(西晉尺. 약 24cm), 동진척(東晉尺. 약 25cm) 등이 쓰였다.
백제의 근초고왕 때에는 동진척에 따라 25cm를 한 척으로 헤아렸다. 조선은 명나라의 표준을 따랐는데, 기록에 따라 다르지만 31.1cm에 근사한 것으로 추정한다.
대한제국시대에 10/33 m, 약 30.303 cm로 정했다.

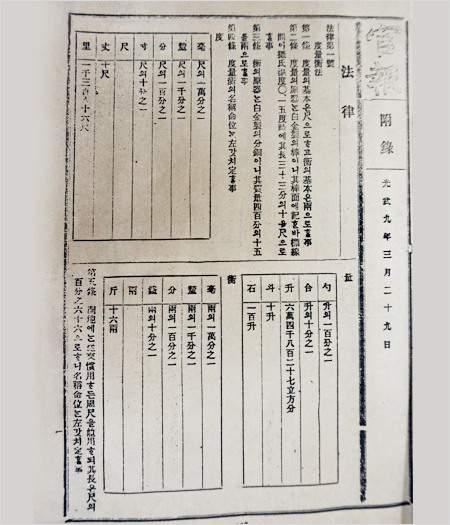
관보에 고시된 대한제국 도량형법. 1자를 10/33m(약 30.303 cm)로 정했다.

## 같이 보기
- 치
- 보